# 공자의 제자
공자의 제자 또는 공자의 문인은 그 수가 많아 이름이 알려져 있는 사람만도 70명을 넘고 있다. 사마천의 《사기》〈중니 제자 열전〉에 그 명단이 기록되어 있다.
공자(孔子)의 제자 가운데 뛰어난 70인을 칠십자(七十子)라고 하는데, 기록에 따라서는 육십일자(六十一子) 또는 칠십이현(七十二賢)이라고도 한다. 이들 중에서도 특히 유명한 제자로는 자로(子路) · 염유(冉有) · 유약(有若) · 안회(顔回) · 중궁(仲弓) · 자공(子貢) · 자하(子夏) · 자유(子遊) · 증자(曾子) 등이 손꼽힌다.
《논어》〈선진〉편에 따르면, 공자의 제자는 '선진(先進; 먼저 나온 사람. 선배)'과 '후진(後進; 뒤에 나온 사람, 후배)' 그룹으로 나뉜다. 선배 그룹은 공자와 나이 차이가 20여세 정도인 사람들로, 자로 자공 유약 등이다. 후배 그룹은 공자와 40세 정도 차이가 나는 사람들로 안회 증자 자하 자유 자장 등이다. 이들 선배 그룹과 후배 그룹을 '弟子'라고 하는데, '아우뻘(弟)인 사람, 아들 뻘(子)인 사람'이라는 뜻이다. 아들뻘인 후배 그룹들이 공자의 사상을 후세에 전했다. 증자를 이은 맹자, 자하 자유 등을 이은 순자가 그들이다.
공자의 제자들은 스승인 공자가 사망한 후에 여러 파로 분파된 것으로 보이는데, 크게 2분하면 증자(曾子) · 자사(子思)의 계통에 속하는 내성파(內省派; 안으로 반성을 함. 마음 수양을 중시함. 仁 중심)와 자하(子夏) · 자유(子遊)의 계통에 이어지는 숭례파(崇禮派; 예를 높임. 예를 닦음. 禮 중심)의 2파로 나뉘었다. 이 두 파를 공문의 2유파(孔門의 二流派)라 한다. 이들 선진시대(先秦時代) 유가의 두 줄기의 흐름은 후대에까지 많은 영향을 미쳤다.

## 공문의 2 혹은 8 개의 유파
공자의 제자들은 공자가 죽은 뒤에 여러 파로 나뉘었다. 《한비자(韓非子)》의 〈현학편〉에 의하면, 유가에는 자장(子張) · 자사(子思) · 안씨(顔氏) · 맹씨(孟氏) · 칠조(漆雕) · 중량씨(仲良氏) · 손씨(孫氏) · 악정씨(樂正氏) 등의 8파(八派)가 있었다.
또 《맹자》[공손추] 편에 의하면 공자의 사후에 자하(子夏) · 자장(子張) · 자유(子遊)의 3인이 유약(有若)을 스승으로 모시려고 하자 증자(曾子)가 강력하게 반대했다. 유약은 공자 제자 가운데 연장자(선배) 그룹에 속하는 사람으로, 《논어》에 그가 예를 중시한 것으로 기록되어 있다. 따라서 마음에 인격(仁)을 닦는 것을 강조하는 증자가 반대한 것이다.
이 8파는 다시 2파, 즉 증자(曾子)를 중심으로 한 내성파(內省派)와 자유(子遊) · 자하(子夏) 자유(子游) 자장(子張)을 중심으로 한 숭례파(崇禮派)로 나뉘었다.  증자를 이은 것이 맹자이고, 자하 자유 계열을 계승한 사람이 순자이다. 8파 가운데 맹씨(孟氏)는 맹자, 손씨(孫氏)는 순자를 가리킨다. 순자는 손경(孫卿)이라고도 불렸다.
안씨(顔氏)는 공자의 제자 안회를 가리키며, 《장자》에 공자와 안회의 대화가 매우 자주 나오는 것으로 봐서, 장자(莊子) 계열로 이어진 것으로 보는 사람도 있다.(한유, 곽말약) 칠조(漆雕)는 《논어》에 '칠조개'로 나오는 사람으로, 유협(遊俠; 무사)의 무리였다. 악정씨(樂正氏)는 《맹자》에 '악정자(樂正子)'로 나오는 맹자 제자를 가리키는 것 같다. 중량씨(仲良氏)는 그 유래나 계열이 명확하지 않다.
《맹자》〈등문공〉편을 보면, 초나라에 허행(許行)을 중심으로 진상(陳相) 등의 무리가 공자의 학설을 따랐다. 이들은 공자가 초나라에 갔을 때, 형성된 유가 그룹인 것 같다. 이들 초나라 그룹의 유자 계열 가운데 후대에 유명한 사람이 《초사》를 쓴 굴원이다. 그는 간신들과 싸우다 쫓겨나서 방황하다 죽었다.
또한 연나라 임금 쾌(噲)가 재상 자지(子之)에게 군주 자리를 물려주는 선양(禪讓)을 했다. 이는 요->순->우가 왕위를 물려주던 방식으로, 가장 현명한 신하에게 왕위를 물려 주는 것이다. 맹자나 순자가 이상적인 통치로 강조했던 것을 연나라에서는 실행을 했다. 그 선양의 결과 반란이 일어나고 쾌와 자지 등은 모두 비극적으로 살해되었다. 이들 역시 유가 학설을 실천한 사람들이다.
초나라와 연나라의 이 두 계열은 《한비자》〈현학〉편에 기록되어 있지 않다.
진시황의 스승이자 재상이었던 여불위가 《여씨춘추》를 편찬했다. 이 책은 제자백가의 사상을 종합한 것이지만, 기본적으로는 유가적인 통치를 주장한 것이다. 진시황은 법가의 부국강병책에 따라 7국을 통일하려 했다. 반면 《여씨춘추》는 1년을 12달로 나누어 각 달마다 해야 할 일을 기록한 것이다. 기본적으로 진시황이 확장을 주장했다면, 《여씨춘추》는 안정과 조화를 주장했다. 진시황의 법가 노선과 여불위의 유가 노선이 충돌했고, 결국 진시황은 여불위를 죽였다. 이 대립에서 진나라에 미친 유가의 영향을 알 수 있다.

### 내성파

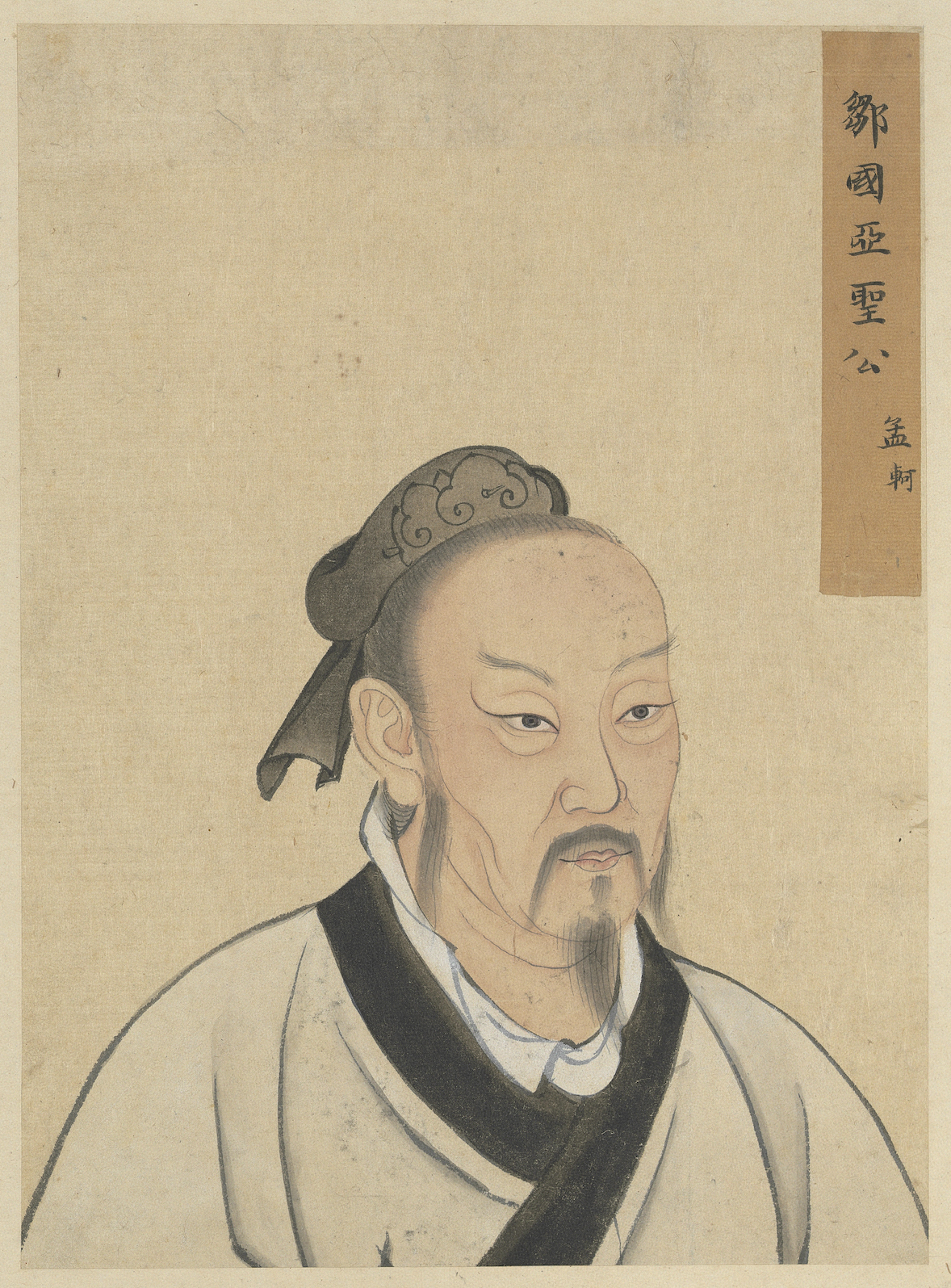
맹자

증자(曾子: 기원전 505~435, 이름은 삼參)는 공자(孔子: 기원전 551~479) 사후의 유력한 지도자로서 공자의 '인(仁; 사랑 인격)' 사상에 근거한 유심주의적 측면을 발전시켜, 대가족 중심의 씨족제(氏族制)하에서의 도덕규범으로서의 효를 중시하였다. 그의 사상을 이어받은 사람이 공자의 손자인 자사(子思: 기원전 483?~402?)이다.
자사는 "천(天)"이라는 종교적 관념을 바탕으로 인간의 존재와 도덕을 규제하였다. 그것을 "성(誠)"이라고 이름 지어 철학의 중심에 두고 만물의 근본인 "도(道)"와 일치한다고 했다.
자사의 학통을 계승한 사상가가 맹자(孟子: 기원전 372?~289?)이다. 맹자는 인(仁) · 의(義)라는 것을 주장하였지만, 그 기초가 되는 것은 그 자신이 주장한 성선설(性善說)이었다. 맹자의 성선설에서 주장하는 인간의 본성이 선하다는 견해는 자사의 종교적 관념으로서의 천(天)과 밀접하게 서로 관련되어 있었다. 한편, 맹자의 정치론의 목적은 당시 붕괴되어 가던 봉건적 지배체제를 유지하는 데에 있었다.
후에 송나라(960~1279) 시대에서는 선진시대(先秦時代: 기원전 221년 이전) 유가(儒家)의 도통(道通: 유학 전도의 계통)이 강조됨으로써 공자 · 증자 · 자사 · 맹자의 계보가 중시되어 공자의 《논어(論語)》, 증자의 《대학(大學)》, 자사의 《중용(中庸)》, 맹자의 《맹자(孟子)》의 4서가 성립되었다.

### 숭례파

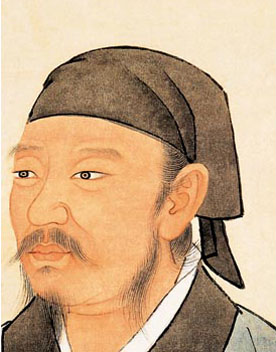
순자

자유(子遊) · 자하(子夏)의 파는 분명하지는 않으나 대체로 예(禮)라고 하는 외적 규범을 중시하였으며, 그리고 이들 양자 간에도 차이가 있었음을 순자(荀子: 기원전 298?~238?)도 지적하고 있다.
유가의 내성파에 속한 자사(子思: 기원전 483?~402?)와 맹자(孟子: 기원전 372?~289?)를 통렬히 비판한 사람이 순자인데, 그는 자궁(子弓: 자유(子遊)라고 하는 설도 있다)의 학통을 이은 것 같고, 또 인간의 본성에 대한 이해에 있어서 종교적 천(天)의 사상에서 탈각하여 성악설(性惡說)을 제출하였으며 예(禮)를 강조하였다.
순자는 사람의 본성은 원래 악하기 때문에 성인에 의해 정해진 예(禮)에 따라서 교정하지 않으면 안된다는 성악설에 의거하여, 예(禮)를 법(法)에 접근시켜 국가 통치의 원리로 했다. 그는 예(禮)와 법(法)을 동일시함으로써 법(法)을 사회질서의 이념(理念)으로 끌어올려 사상의 한 유파로서의 법가(法家)가 성립될 수 있는 근거를 제공하였다. 법가의 대표적인 사상가인 이사(李斯)와 한비자(韓非子)는 순자의 문하생이었다.
순자의 사상은 송나라(960~1279)의 성리학의 학풍 이래로 이단적인 학이라 취급되어 왔으나 근년에 이르러 재평가를 받게 되었다.

## 공자의 제자들
아래 명단은 《사기》(史記) [중니 제자 열전]을 토대로 작성한 것으로, 《공자가어(孔子家語)》 및 기타 《논어》의 주석 등에서 주장하는 제자들과 상이한 부분이 있다.
| - 안회 - 민손 - 염경 - 염옹 - 염구 - 중유 - 재여 - 단목사 - 언언 - 복상 - 전손사 - 증삼 - 담대멸명 - 복부제 - 원헌 - 공야장 - 남궁괄 - 공석애 - 증점 - 안무요 | - 상구 - 고시 - 칠조개 - 공백요 - 사마경 - 번수 - 유약 - 공서적 - 무마시 - 양전 - 안행 - 염유 - 조휼 - 백건 - 공손룡 - 염계 - 공조구자 - 진조 - 칠조차 - 안고 | - 칠조도보 - 양사적 - 상택 - 석작촉 - 임부제 - 공량유 - 후처 - 진염 - 공하수 - 해용잠 - 공견정 - 안조 - 교선 - 구정강 - 한보흑 - 진상 - 신당 - 안지복 - 영기 - 현성 | - 좌인영 - 연급 - 정국 - 진비 - 시지상 - 안쾌 - 보숙승 - 원항적 - 악해 - 염결 - 숙중회 - 안하 - 적흑 - 방손 - 공충 - 공서여여 - 공서잠 |

## 참고 문헌
- 이 문서에는 다음커뮤니케이션(현 카카오)에서 GFDL 또는 CC-SA 라이선스로 배포한 글로벌 세계대백과사전의 "동양사상 > 동양의 사상 > 중국의 사상 > 제자백가의 사상 > 공문의 2유파" 항목을 기초로 작성된 글이 포함되어 있습니다.